# Огурчинський
Острів Огурчинський або Огурджали (туркм. Ogurjaly adasy) — найбільший острів у Туркменському секторі Каспійського моря. Його площа складає 45 км². Розташований в 30 км на південний захід Челекенського півострова. За зовнішнім виглядом — типова коса витягнута майже на 40 км, а ось ширина острова невелика — 3-3,5 км. Острів невисокий, через що під час сильних штормів у найвужчих місцях хвилі перекатують через весь острів.

## Історія
Люди віддавна жили на острові. У середньовіччі на Огурджали тримали прокажених. Є версія, що саме тут у 1221 році загинув останній султан могутньої держави Хорезмшахів, котре потерпіло від нашестя монголів. У 16-19 ст на острові часто базувались морські розбійники — аламани, котрі грабували переважно перські судна.
На початку 19 століття острів активно відвідували російські експедиції та купці, які купували у туркмен сіль, рибу, нафту, а продавали хліб, металічні вироби, зброю, тканини. У середині 19 століття острів увійшов до складу Російської імперії.

## Населення
Через відсутність джерел прісної води та зручних бухт, частих штормів на острові ніколи не було великих поселень. На багатьох картах часто вказують селище Огурчинський, однак насправді його не має. З постійних мешканців тут тільки прикордонники місцевої застави. Окрім того в сезон лову тут чимало рибалок, однак постійних мешканців немає.

## Тваринний світ
Тут створено Огурчинський заказник, який займає всю територію острова, за винятком його північної частини. У 1982 році на острів завезли невелике стадо джейранів, однак через відсутність хижаків та надлишок кормів стадо з 30 голів протягом кількох років зросло до 400 особин, а в наступні роки до 1000. Джейранів періодично відловлюють та переселяють на материк, тож острів став природним резерватом.
Ще один мешканець острова — каспійський тюлень, яких тут не мало, особливо в холодну пору року. Іноді чисельність тюленів складає багато тисяч особин. Також на острові взимку багато водоплавних осілих та перелітних птахів — фламінго, гусей, лебедів, качок, пеліканів, лисух, бакланів, чайок та багатьох інших. При цьому пташині базари можуть простягатись на кілометри вздовж морського узбережжя.

## Клімат
Клімат острова м'який влітку та відносно теплий взимку. Сніг випадає нечасто, мінімальна температура за весь час спостережень -15, стільки ж, як у курортному Сочі. Влітку звична температура +28…+33, у той час як поруч на материку повітря нагрівається до +40 та вище. Через високу вологість, яка тут цілорічно тут часто спостерігають тумани, при тому, що в Ашгабаді влітку це фантастичне явище. Опадів випадає не багато — 120—130 мм, влітку частими є грози та короткотривалі зливи.

## Туризм
З розвитком Національної туристичної бази «Аваза» острів може стати надзвичайно привабливим для туристів. Цьому сприяють відсутність сильної літньої спеки, на диво гарні ландшафти, багатий тваринний світ. Однак при цьому не слід забувати, що екосистема острова надзвичайно крихка і є потреба її зберегти.